# 羊艾农场
羊艾农场是中国贵州省贵阳市花溪区下辖的一个农场（类似乡级单位）。

## 行政区划
羊艾农场下辖羊艾虚拟居委会。